# Hemiancistrus annectens (вид)
Hemiancistrus annectens (Геміанциструс великохвостий) — вид риб з групи Hemiancistrus annectens родини Лорікарієві ряду сомоподібні.

## Опис
Загальна довжина сягає 28 см. Голова доволі велика, сильно сплощена. Морда трохи витягнута з одонтодами (шкіряними зубчиками). Рот нахилено донизу, являє собою своєрідну присоску. Нижня губи бородавчаста. Тулуб кремезний, подовжений, вкрито кістковими пластинками. Черево також з пластинками, проте меншими. Спинний плавець високий, помірної довжини. Жировий плавець маленький. Грудні плавці витягнуті. Черевні плавці трохи менше за грудні. Анальний плавець невеличкий. Хвостовий плавець широкий, сильно розрізаний.
Забарвлення світло-коричневе з великими темними плямами. Плавці дещо червонувато-коричневого забарвлення, особливо з країв.

## Спосіб життя
Є демерсальною рибою. Воліє до прісної води. Зустрічається у річках з помірною течією, озерах. Вдень ховається серед корчів або біля каміння. Активна вночі та у присмерку. Живиться переважно водоростями, а також донними дрібними безхребетними.
Самиця ікру відкладає в щілини або порожнини у скелях. Самець охороняє кладку.

## Розповсюдження
Мешкає в басейнах річок Каяпас (Еквадор) та Патія (Колумбія).